# Idioma persa
El persa o farsi (en persa: فارسی, fârsí) es un idioma oficialmente hablado en Irán, Afganistán, Tayikistán y partes de Uzbekistán, sin contar con los centenares de miles de persas que hay en diáspora. Pertenece a la familia de lenguas indoeuropeas. Su tipología es sujeto objeto verbo (SOV).
El nombre de este idioma en español es persa, pero también es conocido por su nombre nativo farsi. La ISO, la Academia de la Lengua y Literatura Persa, y otras muchas fuentes denominan de esta manera al idioma. La palabra fārsí es la actual designación del idioma en persa.

## Clasificación
El persa es un miembro del grupo iranio occidental de las lenguas iranias, que constituyen una rama de las lenguas indoeuropeas en su subdivisión indoirania. Los propios idiomas iranios occidentales se dividen en dos subgrupos: los idiomas iranios del sudoeste, de los cuales el persa es el más hablado, y los idiomas iranios del noroeste, de los cuales el kurdo es el más hablado.

## Nombre
El término persa es una derivación del latín Persiānus, la forma adjetiva de Persia, derivada del griego Persís (Περσίς), una forma helenizada del persa antiguo Pārsa (𐎱𐎠𐎼𐎿), que significa «Persia» (una región en el suroeste de Irán, correspondiente a la actual Fars). Según el Oxford English Dictionary, el término persa como nombre del idioma se atestiguó por primera vez en inglés a mediados del siglo XVI.
Etimológicamente, el término persa Fārsi deriva de su forma anterior Pārsi (Pārsik en persa medio). En el mismo proceso, el topónimo persa medio Pārs («Persia») evolucionó hacia el nombre moderno Fars. El cambio fonémico de /p/ a /f/ se debe a la influencia del árabe en la Edad Media, y se debe a la falta del fonema /p/ en el árabe estándar.

### Nombres de variedades estándar
El persa darí (فارسی دری, fārsi-ye dari), que es el persa estándar de Afganistán, se llama oficialmente Dari (دری, dari) desde 1958. También conocido como persa afgano en inglés, es uno de los dos idiomas oficiales de Afganistán, junto con el pashto. El término Dari, que significa «de la corte», originalmente se refería a la variedad de persa usada en la corte del Imperio sasánida en la capital Ctesifonte, que se extendió al noreste del imperio y reemplazó gradualmente a los antiguos dialectos iraníes de Partia (parto).
El persa tayiko (forsíi tojikӣ́, forsi-i tojikī), que es el persa estándar de Tayikistán, ha sido designado oficialmente como tayiko (tojikӣ, tojikī) desde la época de la Unión Soviética. Es el nombre que se les da a las variedades de persa que se hablan en Asia Central, en general.

### Códigos ISO
La norma internacional de codificación de idiomas ISO 639-1 utiliza el código fa para el idioma persa, ya que su sistema de codificación se basa principalmente en las designaciones del idioma nativo. La norma más detallada ISO 639-3 utiliza el código fas para los dialectos que se hablan en Irán y Afganistán. Consiste en los idiomas individuales dari (prs) y persa iraní (pes). Utiliza tgk para tayiko, por separado.

## Aspectos históricos, sociales y culturales

### Historia
El persa, dentro de la familia indoeuropea, pertenece a las lenguas indoiranias, que a su vez se dividen en lenguas iranias y lenguas indoarias. Es una lengua irania suroccidental, documentada con diferentes variantes desde hace más de 25 siglos. Naturalmente, en todo el período documentado, la lengua ha cambiado notablemente, por lo que el persa más antiguo es una lengua ininteligible para un hablante de persa moderno. La periodificación convencional de las diferentes variedades o lenguas persas es:
- Persa antiguo (o persa aqueménida), documentado en inscripciones cuneiformes esculpidas durante el imperio aqueménida, hasta aproximadamente el 300 a. C.
- Persa medio (pelvi o persa sasánida), documentado especialmente durante el imperio de los sasánidas y coetáneo del idioma parto (iranio noroccidental).
- Persa moderno: Comienza alrededor del año 900 de la era cristiana hasta nuestros días; desde entonces, se han ido formando las actuales tres grandes lenguas pérsidas: el persa contemporáneo, el darí y el tayiko.

Países del mundo por población de hablantes de lengua persa.

La lengua en sí ha evolucionado enormemente a lo largo del tiempo, tanto en el nivel fonológico como en el morfosintáctico. Además, debido al desarrollo tecnológico y el contacto con otros pueblos de Oriente Medio, presenta un buen número de préstamos léxicos procedentes de otras lenguas, situación que también se da en el resto de lenguas de la región.
En Irán, la Academia de la Lengua y Literatura Persa es un centro que evalúa los nuevos registros que se utilizan en la lengua con el fin de recomendar un equivalente que respete las normas gramático-fonológicas del persa. La Academia de Ciencias de Afganistán cumple la misma función para el persa afgano, así como con otras lenguas.

### Variedades de persa moderno
Normalmente, es posible la comunicación entre iraníes, tayicos y afganos darí-hablantes, con dificultad variable. La lengua persa ha sufrido evoluciones como sucede en todas las lenguas del mundo. Las modernas variantes de lenguas pérsidas se agrupan de la siguiente manera:
- El persa occidental o iraní, con sus distintos dialectos.
- El darí, llamado también persa oriental y persa afgano, es una de las dos lenguas oficiales de Afganistán. Es mucho más conservador que el persa contemporáneo. Cuenta con dos dialectos destacables:
  - El aimak y el hazaraguí. Las principales diferencias son que ambas incorporan léxico túrquico y mongol, además de algún rasgo morfológico y fonético; se cree que los hazara hablaban originalmente un idioma mongol.[22]

- El tayiko es la variedad persa más evolucionada, es la lengua oficial de Tayikistán y se escribe con un alfabeto cirílico adaptado. También es hablado en el norte de Afganistán, en alguna de las ciudades importantes del norte y principalmente en la provincia de Badajsán; así como en Uzbekistán en las provincias de Samarcanda y Bujará. Entre sus principales dialectos destaca:
  - El bújaro, hablado por los judíos en Bujará durante siglos; hoy quedan muy pocos hablantes en Bujará, ya que la gran mayoría emigraron a Israel.

Las tres principales variedades (iraní, darí y tayiko) se han diferenciado en su fonología, especialmente en su tratamiento de las vocales. También han aparecido diferencias en morfosintaxis, especialmente en el sistema verbal, por el desarrollo de nuevas formas de expresar el aktionsart, el modo o los causativos. Las correspondencias entre las vocales se resumen en el siguiente cuadro:
| Tayiko            | i | i | e | a | o | ů | u | u |
| Neopersa temprano | i | ī | ē | a | ā | ō | u | ū |
| Dari              | e | i | ē | a | ā | ō | o | u |
| Iraní             | e | ī | ī | a | ā | ū | o | ū |

## Descripción lingüística

### Fonología

Los fonemas vocálicos del persa iraní

El contraste funcional entre vocales parece radicar entre las largas {/i:/, /u:/, /ɒ:/} y las cortas {/e/, /o/, /æ/}. Por lo tanto, parece posible representar las vocales como sigue {/i:/, /u:/, /a:/} e {/i/, /u/, /a/}. También nótese que /tʃ/ y /dʒ/ son africadas, no oclusivas. Puede que el lector necesite caracteres del AFI para ver caracteres fonéticos. En darí, hay dos vocales más; /eː/ y /oː/, que en farsi han pasado ser /eː/ e /iː/, respectivamente.
|          | Anteriores | Posteriores |
| -------- | ---------- | ----------- |
| Cerradas | i:         | u:          |
| Medias   | e          | o           |
| Abiertas | æ          | ɒː          |
|             |             | Labiales | Alveolares | Palatales | Velares | Glotales |
| ----------- | ----------- | -------- | ---------- | --------- | ------- | -------- |
| Oclusivas   | sordas      | p        | t          | tʃ        | k       | ʔ        |
| Oclusivas   | sonoras     | b        | d          | dʒ        | g       |          |
| Fricativas  | sordas      | f        | s          | ʃ         | x       | h        |
| Fricativas  | sonoras     | v        | z          | ʒ         | ɣ       |          |
| Nasales     | Nasales     | m        |            | n         |         |          |
| Líquidas    | Líquidas    |          | l, r       |           |         |          |
| Semivocales | Semivocales |          |            | j         |         |          |
Notas:
- en persa iraní /ɣ/ y /q/ se han fusionado en [ɣ ~ ɢ], como fricativa velar sonora [ɣ] cuando se colocan intervocalmente y sin acentos, y como oclusión uvular sonora [ɢ] en caso contrario.[23][24][25]

### Sintaxis
El persa es una lengua de tipo SOV: en persa moderno, las oraciones no marcadas se estructuran normalmente: (S) (PP) (O) V es decir, sujeto nominal (opcional) + complemento preposicional (opcional) + objeto (opcional) + verbo. Si el objeto es definido, el orden es un poco diferente (S) (O + "rɑ:") (PP) V.
Una característica interesante del persa es que tiene marcaje de núcleo, en lugar de marcaje de complemento. Este último tipo de marcaje sintáctico está mucho más difundido entre las lenguas indoeuropeas, por lo que el marcaje de núcleo es una peculiaridad interesante del persa. El marcaje de núcleo se realiza mediante el sufijo -e (ezafe) adjunto al núcleo de un sintagma compuesto por núcleo y complemento:
(1) ketāb-e mán
libro-M yo
'mi libro'
(2) gòl-e róz
flor-M rosa
'la [flor] rosa'
(3) dars-e haftom
lección-M séptima
'la séptima lección'
(4) xānom-e Hasán
señora-M Hasán
'la señora Hasán'

## Ortografía
Para el antiguo persa, se usaron varios tipos de escrituras, principalmente una variante de escritura cuneiforme y, ocasionalmente, una escritura alfabética basada en el alfabeto arameo.

### Alfabeto persa moderno
Aunque utiliza el mismo alfabeto arábigo que la lengua árabe, el persa añade cuatro letras, y cambia la forma de otras dos. La lengua persa es completamente distinta a la árabe, con una producción fonológica y una gramática particulares. Las cuatro letras adicionales en el persa son:
| Sonido   | Forma | Nombre |
| /p/      | پ     | pe     |
| /ʧ/ (ch) | چ     | če     |
| /ʒ/ (zh) | ژ     | že     |
| /g/      | گ     | gaf    |

Las letras con forma diferente son:
| sonido                       | letra árabe original | letra persa modificada | nombre |
| /k/                          | ك                    | ک                      | kaf    |
| /j/ e /i:/, o raramente /a:/ | ي o ى                | ی                      | ye     |

Las marcas diacríticas que se utilizan en el alfabeto arábigo o harakat se usan también para el persa, aunque las vocales señaladas por estas marcas son lógicamente las del persa. Así, el signo  ُ (damma) refleja una vocal /o/ en vez de la /u/ (breve) del árabe. 
El alfabeto persa actual introduce además respecto al árabe la noción de pseudo-espacio llamado en esperanto Nula Larĝo Ne-Kunliganto (NLNK), en inglés Zero Width Non-Joiner (ZWNJ) con el estándar Unicode. Actúa como un espacio que desconecta dos letras adyacentes que, de otra forma, estarían juntas, pero sin extensión visual.
Otra característica notable es que muchas palabras persas con raíz de procedencia árabe se escriben de distinta forma que la palabra árabe de la que proceden. Alef con hamza debajo (إ) siempre cambia a alef (ا), te marbuta (ة) normalmente, pero no siempre, cambia a te (ت) o he (ه), y las palabras que utilizan varias hamzas se escriben con otro tipo de hamza (como مسؤول, que se convierte en مسئول).
Otras lenguas como el pastún o el urdu han asimilado esas nociones y, en ocasiones, las han extendido con nuevas letras o signos de puntuación.

## Vocabulario

### Influencias
Si bien tiene una menor influencia en el árabe y otros idiomas de Mesopotamia y su vocabulario central es de origen persa medio, el nuevo persa contiene un número considerable de elementos léxicos árabes. Las palabras prestadas de origen árabe incluyen especialmente términos islámicos. En general, se entiende que el vocabulario árabe en otras lenguas iraníes, turcas e índicas se ha copiado del nuevo persa, no del árabe mismo.
John R. Perry, en su artículo «Áreas léxicas y campos semánticos del árabe», estima que alrededor del 24 por ciento de un vocabulario cotidiano de 20 000 palabras en persa actual, y más del 25 por ciento del vocabulario de la literatura persa clásica y moderna, son de origen árabe. La frecuencia del texto de estas palabras es generalmente menor y varía según el estilo y el área temática. Puede acercarse al 25 por ciento de un texto en la literatura. Según otra fuente, alrededor del 40 % del vocabulario literario persa cotidiano es de origen árabe. Entre las palabras prestadas en árabe, relativamente pocas (14 por ciento) provienen del dominio semántico de la cultura material, mientras que un número mayor proviene de los dominios de la vida intelectual y espiritual.  La mayoría de las palabras árabes utilizadas en persa son sinónimos de términos nativos o podrían glosarse en persa.